# Artrografia
A Artrografia refere-se ao exame das articulações. Uma substância de  contraste (como um corante, água, ar, ou uma combinação destes) é injetada diretamente na articulação que se deseja examinar (joelho, ombro, etc). As imagens são produzidas por um equipamento de raios-x simples ou por um tomógrafo. A solução de iodo contraste é injetado na área comum para ajudar a destacar as estruturas comuns, como os ligamentos, cartilagem, 
tendões e cápsula articular. Vários raios-X da articulação são tomadas, usando um
fluoroscópio. Durante o exame, você pode ser convidado a mover o membro em
várias posições conforme as imagens serão solicitadas. É normal sentir algum desconforto
ou formigamento durante o procedimento. Se você é ou pode estar grávida, ou é 
alérgica ao iodo ou marisco, informe o seu médico, você pode estar em maior risco
de complicações.
Artrologia e seu uso na odontologia
É indicado o uso da artrografia nos seguintes  casos: 
1. Diagnóstico positivo de dor e disfunção miofacial da 
ATM, não respondendo a tratamento conservador; 
2. Pacientes com história de travamento ou ruídos articulares; 
3. Pacientes  com abertura de boca limitada de etiologia indeterminada. 
O objetio é a avaliação do menisco, a extensão do movimento 
meniscal e a sua integridade
Efeitos colaterais
Há desconforto local por alguns dias após a artrografia. É 
necessário esperar um tempo considerável para a reabsorção 
total do agente de contraste. As complicações desta técnica 
incluem: sepsia articular, reação alérgica ao contraste radiográ-
fico, perfuração de disco, aparecimento de má-oclusão aguda. É 
fundamental ponderar a relação custo-benefício no diagnóstico 
e prognóstico ao solicitar um exame desse tipo
Riscos
Você pode ter alguns problemas de artrograma, tais como:
 Dor nas articulações por mais de 1 ou 2 dias.
 Uma reação alérgica ao corante.
 Danos às estruturas dentro do seu conjunto ou sangramento na articulação. Mas isso é
muito raro porque a agulha utilizada é pequena.
 Infecção na articulação.
Há sempre um pequeno risco de danos às células ou tecidos de ser exposto a
qualquer radiação , incluindo os baixos níveis de radiação usados para este teste, mas o risco
de danos causados por raios-X é normalmente muito baixo em comparação com os benefícios
potenciais do teste.
Artrografia é uma radiografia a uma articulação.